# Bewirkungshandlung
Bewirkungshandlung ist als Gegenbegriff zur Erwirkungshandlung eine Kategorie der Prozesshandlung in der Lehre vom deutschen Prozessrecht.
Eine Bewirkungshandlung ist eine Prozesshandlung, die unmittelbar eine Rechtswirkung im Prozess erzeugt. Davon zu unterscheiden ist die Erwirkungshandlung, die nur ein Tätigwerden des Gerichtes bezweckt.
Bewirkungshandlungen sind demnach wirksam oder unwirksam, bei Erwirkungshandlungen ist nach ihrer Zulässigkeit und Begründetheit zu fragen.
Grundsätzlich sind Bewirkunghandlungen unwiderruflich, sobald die mit ihnen bezweckte prozessuale Wirkung eingetreten ist.

## Bewirkungshandlungen im deutschen Zivilprozess nach der Zivilprozessordnung (ZPO)
1. Die Klagerücknahme gem. § 269 ZPO ist Bewirkungshandlung. Liegen die Prozesshandlungsvoraussetzungen vor, so entfällt rückwirkend die Rechtshängigkeit; ein bereits ergangenes, noch nicht rechtskräftiges Urteil wird wirkungslos, ohne dass es seiner ausdrücklichen Aufhebung bedarf. Das Gericht wird freilich in der Regel diese Wirkungen feststellend aussprechen; das dient der Rechtsklarheit.
2. Entsprechend ist die übereinstimmende Erledigterklärung der Parteien eine Bewirkungshandlung, weil allein durch diese die Rechtshängigkeit der Hauptsache erlischt und bereits ergangene, aber noch nicht rechtskräftige Entscheidungen von selbst wirkungslos werden, § 269 Abs. 3 S. 1 ZPO analog. Hingegen ist die einseitige Erledigterklärung des Klägers Erwirkungshandlung, weil sie allein nichts bewirkt, sondern ein Antrag an das Gericht ist, durch Feststellungsurteil festzustellen, dass die Hauptsache erledigt ist.

## Bewirkungshandlungen im deutschen Strafprozess nach der Strafprozessordnung (StPO)
Die Erklärung des Nebenklägers gem. § 396 StPO, mit der er sich einer erhobenen öffentlichen Klage anschließen will, ist eine Bewirkungshandlung. Der Zulassungsbeschluss des Gerichtes hat nur feststellende Bedeutung. Wer nicht zur Nebenklage berechtigt ist, wird daher durch die (falsche) gerichtliche Zulassung nicht zum Nebenkläger. Er kann daher auch nicht allein aufgrund des Zulassungsbeschlusses Revision einlegen, sondern das Revisionsgericht hat die Zulassungsbefugnis von Amts wegen erneut zu prüfen und (in diesem Fall) zu verneinen.